# Metopidiothrix leyte
Metopidiothrix leyte är en mångfotingart som beskrevs av Shear 2002. Metopidiothrix leyte ingår i släktet Metopidiothrix och familjen Metopidiotrichidae. Inga underarter finns listade i Catalogue of Life.